# アルフレッド・ノース・ホワイトヘッド
アルフレッド・ノース・ホワイトヘッド （英語: Alfred North Whitehead, 1861年2月15日 - 1947年12月30日）は、イギリスの数学者・哲学者である。論理学、科学哲学、数学、高等教育論、宗教哲学などに功績を残す。ケンブリッジ大学、ユニバーシティ・カレッジ・ロンドン、インペリアル・カレッジ・ロンドン、ハーバード大学の各大学において、教鞭をとる。哲学者としての彼の業績は、ハーバード大学に招聘されてからが主であり、その時既に63歳であった。

## 経歴
ケント州ラムズゲートの教員と国教会牧師の家系に生まれたホワイトヘッドは、ドーセットのシャーボン校で学び、1880年にケンブリッジ大学のトリニティ・カレッジに入学した。トリニティ・カレッジでは、数学の講義のみを受けたとされる。最初は学生として後には教師として、1910年までケンブリッジにとどまったが、1911年にロンドン大学（現：ユニヴァーシティ・カレッジ・ロンドン）に移籍し、1914年に同大の理工学部（現：インペリアル・カレッジ・ロンドン）応用数学科の教授をつとめた。イギリスに在住時のホワイトヘッドは、数学者・論理学者であり、自身も数学者であると考えていた。この時期に出版されたバートランド・ラッセルとの共著『プリンキピア・マテマティカ』（Principia Mathematica、『数学原理』）はよく知られている。
1924年には、アメリカ東部のマサチューセッツ州のハーバード大学に招かれ、哲学講座の教授となった後は、1947年に亡くなるまで、高齢にもかかわらず、講義と旺盛な著作活動を続けた。1927年から28年には、スコットランドのアバディーン大学でギフォード講義を行い、著作『過程と実在』につながった。哲学をする際は、常に若い人物から刺激を得なくてはならないというモットーから、午前中に講義をし、午後から夕方にかけての時間帯は自宅を開放して、ハーバードの学生との触れ合いの時間にし、哲学以外の話も多くしていたという。
ホワイトヘッドは近代ヨーロッパにおいて生まれた機械論的自然観の問題性を浮き彫りにし、それが「抽象を具体とおき違える錯誤（the fallacy of mis－Placed concreteness）」にもとづくことを指摘している。彼は、17世紀の哲学から現代哲学が引き継いだ機械論的自然観を分析し、それに代わるものとして、有機体論的自然観を提唱した。この着想は『過程と実在』の「有機体の哲学（philosophy of organism）」として体系的な形で示されることとなる。有機体の哲学は、近代の自然科学の勃興によって廃れてしまった形而上学の構図を現代の先端的な科学の領域を媒介することによって復活させようとする試みであった。著作において、近代の単なる人間中心的な考えかたを改め、人間がその環境世界（自然）と人間を越える存在（神）とに深くかかわる事によって初めて人間たりうるという基本的な観点が貫かれている。
ホワイトヘッドの哲学としては、世界をモノではなく、一連の生起（occasion、これを彼は「現実的存在」actual entityあるいは「現実的生起」actual occasionと称する）つまり、過程として捉える特徴がある。この哲学は、プロセス哲学として知られている。なおその後彼の哲学についての研究は神学からのアプローチが主となりプロセス神学として展開されることになった、現在もその考え方を受け継ぐものがおり、現代思想の一翼を担っている。また、プロセス哲学の研究者は、ホワイトヘッドの哲学とエコロジー思想と密にし、環境問題にも関わっている人物も多いが、これもホワイトヘッドの哲学が有機体論的自然観に基づいているからに他ならない。
さらにホワイトヘッドのこの考えは、宗教哲学にもおよびプロセスとしての神概念や宇宙を説く観点から「コスモロジーの哲学」という捉え方もできる。これは、主著『過程と実在』の副題である「コスモロジーへの試論」にもあらわれている。その独特の有神論的な哲学思想は、現在もなお様々な研究者によって、挑戦されている哲学でもある。

## 思想
ケンブリッジ・プラトニズムの流れも汲み、しばしばプラトン主義も重視した。「西洋の全ての哲学はプラトン哲学への脚注に過ぎない」という「過程と実在」におけるくだりは有名であり、また「もし、プラトンが現代に蘇ったならば、間違いなく有機体の哲学を自身の哲学として語るであろう」という自負めいた言葉も残している。もっとも彼の「プラトニズム」は通常言われるような、生成消滅する世界の背後に真なる実在としてのイデアを見出すという意味のものとは異なっている。彼がプラトンを賞賛するのは、多様な解釈を可能にした思想の「豊かさ」あるいは「多義性」といったものである。実際彼の「イデア」にあたる「永遠的客体」(eternal object)はむしろアリストテレスの「内在形相」に類するものであり、彼にとっての真なる実在「現実的存在」(actual entity)はアリストテレス的な「個物としての実体」にあたり、その限りではむしろ彼はアリストテリアンと称すべきであろう。
ホワイトヘッドの哲学が与えた影響は、広範に及んでいる。同時代人では、後期のジョージ・ハーバート・ミードの社会哲学に「パースペクティヴの客観性」という観点を与え、また、その有機体的自然観は、メルロ＝ポンティが『眼と精神』を執筆する動機となった。一方、カール・ポパーは、『開かれた社会とその敵』の中でホワイトヘッドの形而上学的な思弁を痛烈に批判している。R・G・コリングウッドの『自然の概念』はホワイトヘッドの自然哲学と形而上学の考察をもって締めくくられている。D・H・ロレンスは、『チャタレイ夫人の恋人』の中で、書名を明記してはいないが、ホワイトヘッドの『宗教とその形成』の末尾の四つの文を引用した。後世への影響に関しては、その「有機体の哲学」が、チャールズ・ハーツホーンやジョン・B・カブJr、ルイス・フォード、デイヴィド・グリフィンらを中心としたプロセス神学に継承されている。ハーバード大学時代の同僚・教え子には、クワインやデイヴィッドソンがおり、リチャード・ローティはハーツホーンからホワイトヘッド哲学を学んでいる。マルクーゼは、『一次元的人間』で重要な引用をしている。ハーバーマスやドゥルーズが積極的な評価をしており、コリン・ウィルソンは『アウトサイダーを超えて』の中でホワイトヘッド哲学に希望を見出そうとする。イリヤ・プリゴジンはみずからの立場とホワイトヘッドとの親和性について繰り返し語り、デヴィッド・ボームなどの自然科学者も彼の有機体の哲学に賛同している。直接の思想的交流はなかったが、日本では、西田幾多郎や空海等との比較が盛んに試みられている。
国際的な研究機関として、カリフォルニア州のクレアモント大学に、カブ、グリフィンらによって、ホワイトヘッドやハーツホーンのプロセス神学・プロセス哲学を研究するCenter for Process Studies (CPS)が設置され、学会誌"Process Studies"を発行している。日本では「日本ホワイトヘッド・プロセス学会」が組織されており、学会誌「プロセス思想」を発行している。

## 著書
日本語訳は『著作集』全15巻（松籟社）が刊行
- 『普遍代数論』 A Treatise on Universal Algebra（1898）
- 『射影幾何学の公理　第1巻』 The Axioms of Projective Geometry（1906）
- 『画法幾何学の公理　第1巻』 The Axioms of Descriptive Geometry（1907）
- 『数学原理』 Principia Mathematica (1910), (1912), (1913)
  - 『プリンキピア・マテマティカ序論』 哲学書房、1988。抜粋
- 『数学入門　第2巻』 Introduction To Mathematics (1911)
- 『思考の有機化』 The Organisation of Thoughts: Education and Scientific（1917)
- 『自然認識の諸原理　第3巻』 An enquiry concerning the principles of natural knowledge (1919)
- 『自然という概念　第4巻』 The Concept of Nature (1920)
- 『相対性原理　第5巻』 The Principle of Relativity (1922)
- 『科学と近代世界』 Science and the Modern World (1925)
著作集 第6巻／中公クラシックス（中村昇 新版解説、2025）
- 『宗教とその形成　第7巻』Religion in the Making (1926)
- 『象徴作用　第8巻』Symbolism: Its Meaning and Effect (1927)
- 『過程と実在　第10・11巻』Process and Reality (1929)　
  - 別訳版『過程と実在　コスモロジーへの試論』（全2巻、みすず書房）
- 『理性の機能　第8巻』 Function of Reason (1929)
- 『教育の目的　第9巻』 The Aims of Education and Other Essays (1929)
- 『観念の冒険　第12巻』 Adventures of Ideas (1933)
- 『自然と生命　第13巻』 Nature and Life（1934)
- 『思考の諸様態　第13巻』 Modes of Thought (1938)
- 『科学・哲学論集　第14・15巻』 Essays in science and philosophy (1947)